# Дива на Кленовій горі
«Дива на Кленовій горі» — роман Вірджинії Соренсен, який у 1957 році отримав медаль Джона Ньюбері за видатні досягнення в американській дитячій літературі. Книгу проілюстрували подружжя Бет і Джо Круш.
Герої та місцевість книги були натхненні реальними людьми та місцями, з якими авторка познайомилась під час мешкання в Едінборо, штат Пенсільванія, між 1952 і 1958 роками. 

## Сюжет
Батько Марлі щойно повернувся з війни; він страждає від перепадів настрою та депресії, і здається, що він весь час втомлений. Лі, мати Марлі, організовує переїзд сім'ї в передмістя Мейпл-Гілл, маленьке місто, де вона колись жила, сподіваючись на те, що її чоловік знайде роботу й не буде страждати так сильно, як у місті. Родина Марлі приїхала у бабусин дім, на вулицю де сусіди допомагають один одному, коли потрібна допомога; вони не тримають секретів один від одного. Сім'ю підтримує сусідська пара, містер і місіс Кріс, які вирощують цукрові клени та виготовляють кленовий сироп, й тим заробляють на життя. 
Коли у містера Кріса стався серцевий напад під час створення сиропу, родина Марлі допомагає, щоб відплатити за доброту, яку Кріси виявили до них. Вони варять кленовий сироп, але не впевнені, що їм це вдасться так же гарно як містеру Кріс. Коли містеру Крісу дозволяють повернутися додому, то він не може помітити різницю у створеному не ним сиропі. 
Марлі та її брат дуже добре пристосовуються до життя в новому місті, і з часом стають там щасливішими. Стан їхнього батька також значно покращується. Марлі думає, що це є справжніми чудесами Мейпл-Хілл.

## Персонажі

### Головні герої
- Марлі, десятирічна дівчина, головна героїня.
- Джо, дванадцятирічний хлопець, старший брат Марлі.
- Містер Кріс, доброзичливий сусід і вирощувач кленів.

### Другорядні персонажі
- Мама Марлі.
- Батько Марлі, ветеран Другої світової війни, який фізично та духовно пошкоджений, але знаходить зцілення в селі.
- Місіс Кріс, яка допомагала родині Марлі.
- Гаррі, таємничий відлюдник, з яким подружився Джо.
- Марджі, найкраща подруга Марлі

## Аудіокнига
У 2005 році була випущена повна акторська аудіокнига, у якій кожен герой має свій голос та унікальну особистість. У січні 2021 року вийшла ще одна аудіокнига, яка є у вільному доступі на YouTube.

## У масовій культурі
У музеї Hurry Hill Maple Farm, розташованому в Едінборо, штат Пенсільванія, є виставка, присвячена книзі та її автору під назвою «Дива на Кленовій горі»: де пори року набувають нового значення». Відвідувачі можуть побачити артефакти, про які написано в книзі, фотографії місць та людей, на основі яких були написана книга. 

## Опис
Книга «Дива на Кленовій горі» складається з чотирнадцяти коротких розділів. Історія розповідається в минулому часі від третьої особи. Написано текст простими та зрозумілими словами. В книзі більше діалогів між Марлі та її родиною, а також іншими людьми в сільській місцевості Мейпл-Гілл.  Загальна кількість сторінок книги 1956 року становила 256.

## Критика
«Дива на Кленовій горі» після друку книжки отримали дуже сильні відгуки. Американський книжковий журнал Kirkus Reviews назвав її «повною та реалістичною сімейною історією»,  тоді як американський щомісячний журнал School Library Journal визнав її «вміло драматизованою» та «надихаючою американською класикою».  The New York Times Book Review, щотижневий газетно-журнальний додаток до недільного випуску The New York Times, назвав книгу «Теплою та справжньою — ця книжка наповнена подіями, магією сільської місцевості, сімейною любов’ю та людьми, яких варто пам’ятати; вона має зміст і духовну цінність». Але були й рецензії не такі чудові: у ретроспективному есе про книги, нагороджені медаллю Ньюбері з 1956 по 1965 рік, бібліотекар Керолін Горовіц написала, що книга «здається, не досягла мети через сентиментальне використання мови. Я знаю, що цей автор писав кращі книги». 